# Loxocarpus
Loxocarpus là một chi thực vật có hoa trong họ Gesneriaceae. Chi này được Robert Brown mô tả năm 1838 với loài điển hình Loxocarpus incanus. Năm 1998, A.Weber & B.L.Burtt hạ cấp nó thành tổ (sectio) Loxocarpus của chi Henckelia. Vì thế, từ 1998 tới 2013 nhiều loài của nó được đặt trong chi này.
Phân tích phát sinh chủng loài cho chi Chirita của Weber et al. năm 2011 cho thấy không chỉ riêng Chirita mà cả Henckelia theo định nghĩa và giới hạn khi đó đều là đa ngành. Các tác giả đã loại các loài Henckelia quả cong có trong khu vực miền nam Thái Lan phía nam eo đất Kra và tây Malesia (Malaysia bán đảo, Sumatra, Borneo) ra khỏi chi này, nhưng tạm thời không xếp chúng vào đâu. Chúng tương ứng với các loài Loxocarpus mà A.Weber & B.L.Burtt đã đồng nghĩa hóa thành tổ Loxocarpus của Henckelia. Năm 2012 Yao đã phục hồi lại chi Loxocarpus để chứa các loài này, mặc dù vẫn còn nghi vấn về việc chúng có tạo thành một nhóm đơn ngành hay không
Phân tích phát sinh chủng loài cho Loxocarpinae của Puglisi et al. năm 2016 cũng như của Puglisi năm 2014, của Yao năm 2012 đều cho thấy Loxocarpus là cận ngành. Cụ thể, nó tạo thành ba nhánh khác biệt được hỗ trợ khá tốt. Lồng sâu vào trong ba nhánh này là chi Orchadocarpa với nhánh 1 (chứa loài điển hình của Loxocarpus), Emarhendia với nhánh 2, và phân nhánh gồm Senyumia +(Spelaeanthus + một phần chi Boea (chứa 10 loài, trong đó có loài điển hình Boea magellanica của Boea)) với nhánh 3, nhưng các mối quan hệ giữa các dòng dõi này vẫn chưa được giải quyết rõ. Vì thế, theo Puglisi et al. (2016) thì giải pháp tốt nhất có lẽ là tách nó thành 3 chi riêng biệt, do Boea, Senyumia và Spelaeanthus có hình thái quá khác biệt để có thể gộp chúng lại thành một chi lớn. Tuy nhiên, do số lượng nghiên cứu về Loxocarpus còn quá ít nên các tác giả cho rằng tại thời điểm năm 2016 thì nên giữ nguyên định nghĩa và giới hạn của chi này.

## Các loài[4]
- Loxocarpus angustifolius Ridl.
- Loxocarpus argenteus L.Burtt
- Loxocarpus burttii T.L.Yao
- Loxocarpus caeruleus (Ridl.) Ridl.
- Loxocarpus caulescens B.L.Burtt
- Loxocarpus conicapsularis (C.B.Clarke) B.L.Burtt
- Loxocarpus coodei (B.L.Burtt) T.L.Yao
- Loxocarpus holttumii M.R. Hend.
- Loxocarpus incanus R.Br.
  - L. incanus var. sekayuensis (Banka & Kiew) T.L.Yao
- Loxocarpus litteralis T.L.Yao
- Loxocarpus meijeri B.L.Burtt
- Loxocarpus pauzii T.L.Yao
- Loxocarpus repens B.L.Burtt
- Loxocarpus rufescens (C.B. Clarke) B.L.Burtt
- Loxocarpus segelamensis T.L.Yao
- Loxocarpus semitortus (C.B.Clarke) Ridl.
- Loxocarpus sericeus (Ridl.) B.L.Burtt
- Loxocarpus sericiflavus (Banka & Kiew) T.L.Yao
- Loxocarpus stapfii (Kraenzl.) B.L.Burtt
- Loxocarpus taeniophyllus (B.L.Burtt) T.L.Yao
- Loxocarpus tunkui Kiew
- Loxocarpus verbeniflos (C.B.Clarke) B.L.Burtt
- Loxocarpus violoides (C.B.Clarke) T.L.Yao.